# The Smiths

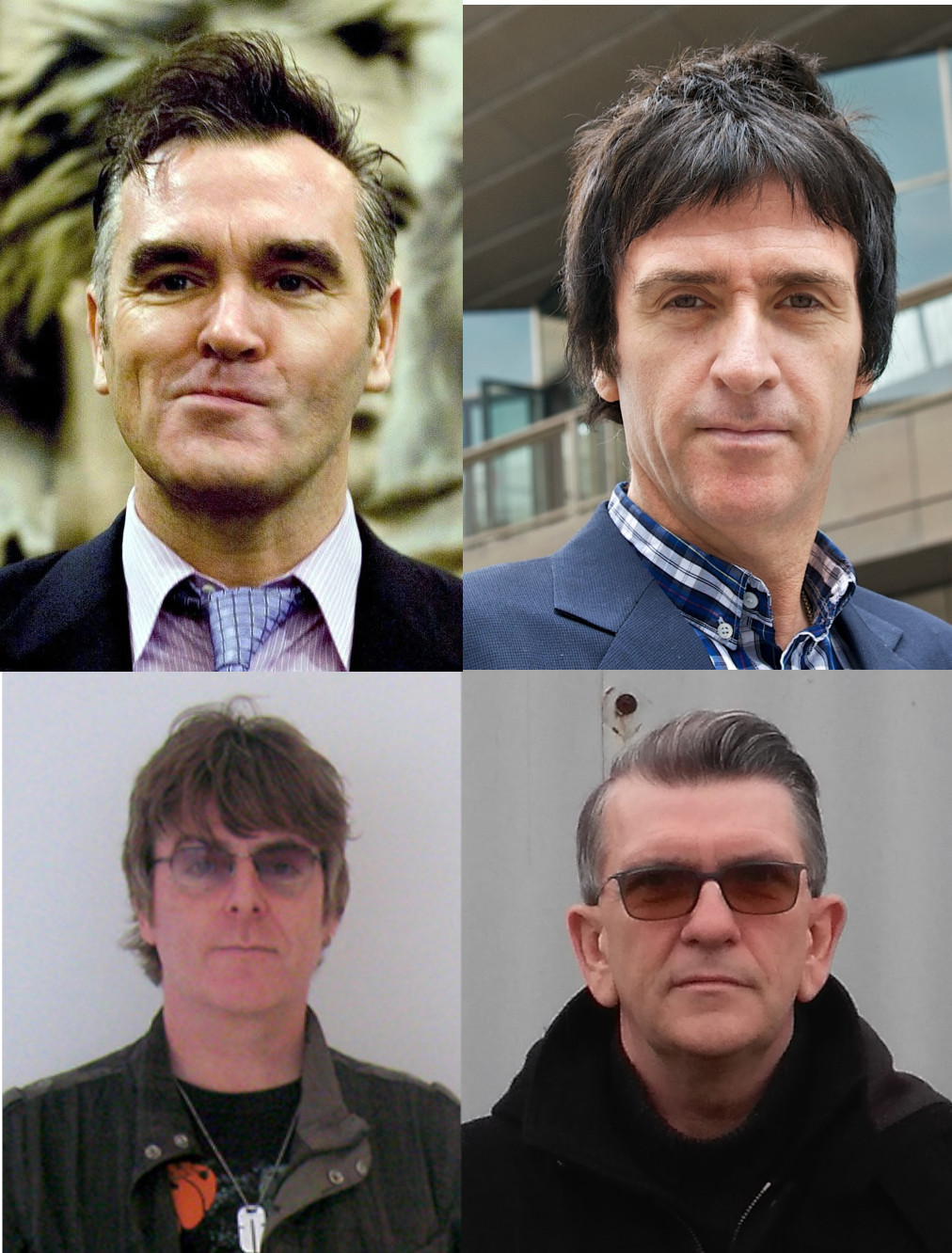
Morrissey, Johnny Marr, Andy Rourke & Mike Joyce

The Smiths – brytyjski zespół rockowy, działający w latach 1982–1987. Grupa opierała się na duecie Morrissey – Johnny Marr i współpracowała z wytwórnią Rough Trade Records. Zespół sprzedał wiele albumów w Wielkiej Brytanii (mimo iż jedynie dwa nagrane przez nich single znalazły się na brytyjskiej liście dziesięciu najlepszych) i był jednym z czołowych przedstawicieli alternatywnego rocka, wywodzących się z brytyjskiej sceny lat osiemdziesiątych. Wywarł wpływ na rozwój gatunku indie, włączając w to tzw. brit pop i zespoły takie jak The Stone Roses, Gene, Radiohead, Blur, Suede, Oasis, The Libertines, Doves. Odnieśli sukces dzięki tekstom Morrisseya oraz muzyce Marra, która w Wielkiej Brytanii przyczyniła się do odrodzenia utworów opartych na gitarowych brzmieniach. W ciągu swojej pięcioletniej działalności zespół wydał cztery albumy studyjne, kilka kompilacji oraz wiele singli.
Pomimo braku sukcesów komercyjnych poza Wielką Brytanią w okresie swojej działalności, The Smiths zdążył zyskać popularność zarówno w kraju jak i za granicą jeszcze przed końcem XX wieku.

## Historia
Zespół założyło na początku 1982 roku dwóch mieszkańców Manchesteru – Morrissey oraz Johnny Marr. Steve Patrick Morrissey (nie używa swoich imion) był bezrobotnym pisarzem, wielkim fanem New York Dolls oraz przewodził punkowej grupie The Nosebleeds. Johnny Marr (wcześniej John Maher, zmienił nazwisko, aby uniknąć pomyłek z perkusistą zespołu Buzzcocks), utalentowany gitarzysta piszący także teksty piosenek, dobierał melodie do tekstów Morrisseya. Po krótkim przesłuchaniu do grupy dołączył perkusista Mike Joyce. Na początku istnienia The Smiths na gitarze basowej grał Dale Hibbert – to jemu udało się załatwić sprzęt do nagrania dema w studiu, w którym pracował jako inżynier dźwięku. Po dwóch występach jego miejsce zajął przyjaciel Marra, Andy Rourke. Marr i Rourke pracowali wcześniej nad The Paris Valentinos – projekcie, w który zaangażowany był również Kevin Kennedy, późniejsza gwiazda serialu Coronation Street.

## Nazwa zespołu
Muzycy utrzymywali, że nazwa zespołu była reakcją na inne, popularne przydomki – te wymyślne i napuszone. Nazwa mogła także stanowić hołd dla Patti Smith, idolki Morrisseya, lub szwagra Myry Hindley – Davida Smitha, który doniósł na tzw. „Moors Murderers” (morderców z wrzosowisk, o których głośno było w Anglii w latach sześćdziesiątych). Kolejna teoria dotycząca pochodzenia nazwy sugeruje, iż był to po prostu pełen ironii żart – pod typowo angielską nazwą działali muzycy irlandzkiego pochodzenia – Morrissey, Marr (Maher), Rourke i Joyce. Jednak w wywiadzie z 1984 roku Morrissey przyznał: „Zdecydowałem tak [nas nazwać], ponieważ była to najbardziej zwyczajna nazwa, a uważam, iż nadszedł czas, aby zwyczajna część świata pokazała swą twarz.”. Zanim zdecydowali się na „The Smiths” (pol. Kowalscy), członkowie zespołu rozważali też inne nazwy: „Smiths Family” (pol. Rodzina Kowalskich) i „Smithdom” (pol. Kowalskość).

## Wizerunek
Morrissey pisał o rzeczach zwykłych, o towarzyskich aspektach życia i wielu innych, począwszy od rozpaczy, odrzucenia i śmierci po wegetarianizm i angielską scenę muzyczną. Grupa wyróżniała się pod względem wizualnym – okładki albumów i singli to portrety gwiazd muzyki i filmu, zwykle monochromatyczne, zaprojektowane przez Morrisseya i Jo Slee, kierownika artystycznego Rough Trade. Rzadko kiedy na okładkach singli widniał jakikolwiek tekst poza nazwą zespołu, a sami muzycy nigdy nie znaleźli się na pierwszej stronie. „Okładkowe gwiazdy” wskazywały na zainteresowania Morrisseya – mało znane lub kultowe postaci kina (Jean Marais, Joe Dallesandro, Terence Stamp, James Dean), prominenci brytyjskiej kultury lat sześćdziesiątych (Viv Nicholson, Pat Phoenix, Yootha Joyce, Shelagh Delaney), czy też zdjęcia nieznanych modeli wzięte ze starych filmów i zdjęć z czasopism. W przeciwieństwie do obsesji na punkcie egzotycznej mody panującej w latach osiemdziesiątych, propagowanej przez artystów new romantic i ówczesne magazyny, członkowie zespołu nosili dżinsy i proste koszule, co stanowiło odzwierciedlenie muzycznego stylu „powrotu do prostoty”. Od czasu do czasu Morrissey korzystał z takich rekwizytów jak np. sztuczny aparat słuchowy, czarne okulary w grubej oprawie, oraz – najbardziej charakterystyczne – bukiety kwiatów (zazwyczaj mieczyki), często luźno wetknięte w tylną kieszeń spodni.

## Skład
- Morrissey – śpiew, fortepian, marakasy, tamburyn (1982–1987)
- Johnny Marr – gitara, keyboard, mandolina, gitara basowa, harmonijka (1982–1987)
- Andy Rourke – gitara basowa, wiolonczela (1982–1986, 1986-1987)
- 1987)
- Mike Joyce – perkusja, wokal (1982–1987)
- Dale Hibbert – gitara basowa (1982)
- Craig Gannon – gitara rytmiczna (1986)

## Dyskografia

### Albumy
- The Smiths (1984)
- Hatful of Hollow (1984, kompilacja)
- Meat Is Murder (1985)
- The Queen Is Dead (1986)
- The World Won’t Listen (1987, kompilacja)
- Louder Than Bombs (1987, kompilacja)
- Strangeways, Here We Come (1987)
- Rank (1988, live)

### Single
- „Hand in Glove” (1983 UK #124)
- „This Charming Man” (1983 UK #25)
- „What Difference Does It Make?” (1983 UK #12)
- „Heaven Knows I’m Miserable Now” (1984 UK #10)
- „William, It Was Really Nothing” (1984 UK #17)
- „How Soon Is Now?” (1985 UK #24)
- „Shakespeare’s Sister” (1985 UK #26)
- „That Joke Isn’t Funny Anymore” (1985 UK #49)
- „The Boy with the Thorn in His Side” (1985 UK #23)
- „Bigmouth Strikes Again” (1986 UK #26)
- „Panic” (1986 UK #11)
- „Ask” (1986 UK #14)
- „Shoplifters of the World Unite” (1987 UK #12)
- „Sheila Take a Bow” (1987 UK #10)
- „Girlfriend in a Coma” (1987 UK #13)
- „I Started Something I Couldn’t Finish” (1987 UK #23)
- „Last Night I Dreamt Somebody Loved Me” (1987 UK #30)
- „There Is a Light That Never Goes Out” (1992 UK #25)